# Androcorys
 Androcorys  es un  género de diez especies diminutas de orquídeas de hábito terrestre. Se distribuyen en el Centro-Este de China, y una especie en Japón. Cinco de estas especies son endémicas de China.

## Distribución y hábitat
Estas orquídeas son pequeñas y se encuentran en prados a media sombra o en matorrales y linderos de bosques. Se encuentran por el este de Asia, desde la región de los Himalayas, en China y en Japón. Cinco de sus especies son endémicas de China y una de Japón.

## Descripción
Estas son plantas herbáceas terrestres con tubérculos globulares, pequeños. Tallo normalmente erecto, alargado con una hoja basal, que posee una lámina con forma de espátula, peciolada, y elíptica con estrechamiento.
Racimo terminal de varias a más de 10 flores. Brácteas florales muy pequeñas, normalmente parecidas a un platillo de balanza. Flores espaciadas, resupinadas, pequeñas.
Los sépalos  están libres, el sépalo abaxial forma con los pétalos una gorra erecta, a menudo amplia y cóncava. Los sépalos laterales ligeramente más grandes y estrechos que el sépalo abaxial. Los pétalos normalmente amarillentos o verdes, cóncavos. Labelo reflexo, ligulado o linear, pequeño con la base más o menos dilatada sin espuela, sin lóbulos, con columna corta y antera erecta con una gorra amplia. Posee 2 loculos divergentes, y lejos el uno del otro. Tiene 2 polinia (harinoso granulares), sectil, cada uno está unido al viscidio por una caudicula corta. Los viscidios están sujetos por los brazos del rostelo. El rostelo tiene forma triangular, con brazos laterales, 2 estigmas levantados más o menos, estipitado, adosado a la base del rostelo.

## Taxonomía
El género fue descrito por Friedrich Richard Rudolf Schlechter y publicado en Repertorium Specierum Novarum Regni Vegetabilis, Beihefte 4: 52–53. 1919.
Etimología
Androcorys: nombre genérico que deriva del griego: ἀνδρό andro = "macho" y κόρυς korys = "casco", ya que los pétalos forman un casco en el estambre.

## Especies deAndrocorys
- Androcorys angustilabris (King & Pantl.) Agrawala & H.J.Chowdhery (2010)
- Androcorys gracilis  (King & Pantl.]]) Schltr. (1920)
- Androcorys josephi (Rchb.f.) Agrawala & H.J.Chowdhery (2010)
- Androcorys kalimpongensis (Pradhan) Agrawala & H.J.Chowdhery (2010)
- Androcorys monophylla (D.Don) Agrawala & H.J.Chowdhery (2010)
- Androcorys ophioglossoides Schltr. (1919) - especie tipo
- Androcorys oxysepalus K.Y.Lang (1996)
- Androcorys pugioniformis (Lindl. ex Hook.f.) K.Y.Lang (1996)
- Androcorys pusillus (Ohwi & Fukuy.) Masam. (1963)
- Androcorys spiralis Tang & F.T.Wang (1940)